# 紅蓮 (遊戲)
《紅蓮》（紅蓮）是由ZONE於1999年11月18日所發售的十八禁角色扮演遊戲，2002年7月19日發售續作《紅蓮天衝－修羅－》（紅蓮天衝－修羅－），2002年12月27日發售最終作《紅蓮天衝-羅刹-》（紅蓮天衝-羅刹-）。除了遊戲外也還發售OVA、小說。

## 第一部「紅蓮」

### 登場人物

#### 主要角色
聲優依PC版／OVA版排序
烈火（聲優：- / プログレス）
月影（聲優：高橋夕稀 / 高瀬洵）
遙（聲優：八代美奈子 / みる）
茜（聲優：- / うえあおい）
彩乃（聲優：- / 志雅舞）
紅葉（聲優：篁瑞帆 / 佐藤まこと-）
美咲（聲優：しまだかおり（かおりん） / 高梨歌穂）

#### 其他角色
菫（聲優：- / -）
柊（聲優：- / -）
剣（聲優：- / -）
夕（聲優：うたのまい / -）
稀冴（聲優：- / -）

緋影（聲優：- / -）

水影（聲優：- / -）

葉影（聲優：- / -）

### 主題曲
片頭曲「時的旅人（時の旅人）」
作詞：宮原麻里　作曲/編曲：ぴょんも　歌：ten
片尾曲「願いながら…」
作詞："HARU"　作曲/編曲：榎本英彦　歌：MARIO

## 第二部「紅蓮天衝－修羅－」

### 登場人物

#### 主要角色
烈火 （れっか）（聲優：桔梗貴博 / -）
本作品的男主人公。退魔組織「紅蓮」的隊長。掌握著天的力量，擅長劍術。深爱月影，最后救回受伤的月影，与之相爱。
月影 （つきかげ）（聲優：吾妻あづみ / -）
本作品的女主人公。退魔組織「紅蓮」的前任隊長。不過，前作中因受傷而退出了第一線。並且是烈火、彩乃和茜等人的前輩，像姐姐一樣存在的人物。后被烈火救回，最后相爱。
遥 （はるか）（聲優：桜井薔子 / -）
經由烈火的推薦而加入紅蓮組織。盛怒的時候會變化成凶神的樣貌。最喜愛吃的食物是紅豆餅。
茜 （あかね）（聲優：しまだかおり / -）
雖然本人否定，不過，與個性完全不同的彩乃確實是個好搭檔。喜歡去血拼買東西。
紅蓮訓練生的時期，對佐佐木誠十郎有點眷戀的…。
彩乃 （あやの）（聲優：高橋夕稀 / -）
擅長使用水的神術。個性沉著冷靜，類似紅蓮組織中的頭腦一樣的存在。在本作中，以輔助隊長的角色貫穿整個故事。
最喜歡吃的食物是布丁，不過，十次中有七次會被別人吃了。
紅葉 （くれは）（聲優：篁瑞帆 / -）
雖然表面上感覺像是大姐大一樣的狠角色，不過，實際上感情令人意外的纖細。
多虧烈火的影響，使得討厭男人的情感被降低了，不過，說不定是有同性戀傾向。
美咲 （みさき）（聲優：唯川みき / -）
雖然是有著母性般魅力的和善姐姐，不過，傳說生氣時會比變成凶神的遙還要可怕。
鈴鹿 （すずか）（聲優：唄野舞 / -）
對錢吵鬧的瘋丫頭(死語)的女孩子。對烈火他們感興趣，就強行跟著一起旅行來了。外觀像孩子一樣、經常哭鬧。
佐々木 誠十郎 （ささき　せいじゅうろう）（聲優：- / -）
松倉 小太郎 （まつくら　こたろう）（聲優：- / -）
伊織 （いおり）（聲優：吾妻あづみ / -）
晃義隊隊員。擔任佐久間源三的副將。因為在武士門第中成長，作風稍微嚴格。同時，有潔癖。
伊庭 （いば）（聲優：- / -）
身負重要的任務，偶然中與烈火他們接觸。
浦乃 （うらの）（聲優：しまだかおり / -）
為了實現伊庭的夢，而努力工作的忠實部下。
姫子 （ひめこ）（聲優：- / -）
武器鐵匠真田寬心齊的孫女。使用寬心齊製作的Choberibapuchi服裝變身，與Choberiban，Choberibanburakku一起與邪惡戰鬥。變身時喊的口號是「競爭！」。
Choberibanpuchi チョベリバンぷち（聲優：- / -）
武器鐵匠真田寬心齊的孫女姬子變身後的身姿。變身時連喊口號和穿衣服總共花0.0001秒，變身後力量是原來的3倍。
Burigan ブリガン（聲優：- / -）
ASGALDH中曾經出現漆黑四大天王中的一人。
水影（聲優：しまだかおり / -）

#### 其他角色
Raviarosu ラヴィアロス（聲優：山本知信 / -）
生出遙的外界妖怪。曾在ZONE社作品「ASGALDH」出現過漆黑四大天王中的一人。
加賀美 直孝（かがみ なおたか）（聲優：- / -）
幕府的重要大臣。表面上扮演著忠臣，不過，暗地裡策劃著顛覆幕府。
二階堂 戒旬（にかいどう かいしゅん）（聲優：- / -）
晃義隊隊長。是支持幕府重臣加賀美直孝計劃支持的野心家。
佐久間 源三（さくま げんぞう）（聲優：- / -）
晃義隊副隊長。熱心功名並且血氣方剛的男人。和烈火關係很不好。
骸（むくろ）（聲優：- / -）
前作被烈火們毀滅了的組織「鐵」的倖存者。有著對烈火深深的怨恨，並且想狙擊烈火。
Choberiban チョベリバン（聲優：- / -）
本名:櫻花。美咲的妹妹。聖Choberiba學園第36代Choberiban好像就是她。發現邪惡時，會騎上愛車chobarion颯爽地出現。
Choberibanburakku チョベリバンブラック（聲優：- / -）
本名:魔神鼎。Choberiban的好夥伴。曾經彼此是像敵人般對立著。和夥伴的必殺技合為一體時的威力比前作要大很多。
真田 寛心斎（さなだ　かんしんさい）（聲優：- / -）
武器鐵匠。曾經製作紅葉的武器。並且是製作Choberibansutsu的人。
暗黒大将軍（あんこくだいしょうぐん）（聲優：- / -）
和寬心齊們住在一起。平常一個人行動著。

## 第三部「紅蓮天衝-羅剎-」

### 登場人物

#### 主要角色
月影（聲優：吾妻あづみ / -）
遙（聲優：桜井薔子 / -）
茜（聲優：しまだかおり / -）
彩乃（聲優：高橋夕稀 / -）
美咲（聲優：唯川みき / -）
紅葉（聲優：篁瑞帆 / -）
伊織（聲優：吾妻あづみ / -）
鈴鹿（聲優：唄野舞 / -）
浦乃（聲優：しまだかおり / -）
水影（聲優：しまだかおり / -）

#### 其他角色
嘩瑠螺（聲優：- / -）

## OVA
2002年DISCOVERY開始發售成人動畫版《紅蓮》共3話，英文版標題為《Blood Shadow》。
| 話數   | 標題 | 發售日         |
| ------ | ---- | -------------- |
| 第一幕 | 鬼   | 2001年9月7日   |
| 第二幕 | 闇   | 2001年12月28日 |
| 第三幕 | 炎   | 2002年3月29日  |

## 外部連結
- ZONE（日語）